# Arne And
Arne And (sv.: Arne Anka) er en satirisk svensk tegneserie tegnet af Charlie Christensen under pseudonymet Alexander Barks. Arnes udseende ligner Anders And (sv.: Kalle Anka), og desuden har de til fælles, at de altid er fattige, og at de hverken får fast arbejde eller kæreste. En tydelig forskel er, at Arne har klare meninger om politik og samfundsforhold i modsætning til Anders, som ikke kommer ind på de emner.
Striben blev tegnet mellem 1983 og 1995. Den foregår oftest i Stockholm, jævnligt på stamstedet Zeke's bar, hvor Arne drikker sig fuld, mens han kynisk diskuterer livet og aktuelle begivenheder, gerne i selskab med sin gode ven Krille Krokodille.
Serien har ofte en stærk samfundskritisk tone, hvor forskellige emner som nynazisme, racisme, småborgerlighed og almindelig god opførsel behandles både kærligt og skarpsindigt. En sjælden gang sættes Arne ind i andre sammenhænge, såsom det gamle Rom eller 1800-tallets Paris.
Arne er meget begejstret for kvinder, omend han ikke har særlig meget held på det felt, og han er tillige stor fan af sit hjemlands lyrik og litteratur.
I Stockholm har serien været opført som teaterstykket En aften på Zeke's med Robert Gustafsson som Arne, En aften på Zeke's har også har været opført på Odense Teater.

## Walt Disney-kontroversen
I begyndelsen af 90'erne truede Walt Disney Company med at sagsøge seriens forfatter Charlie Christensen på grund af Arnes slående lighed med Anders And, og som respons tegnede Charlie Christensen en stribe, hvor Arne iscenesætter sin egen død, så han kunne få en plastikoperation på sit næb. Arne vendte dernæst tilbage med et spidst næb, og pseudonymet Alexander Barks blev ændret til Alexander X.
Efter et stykke tid købte Arne et falskt næb, som lignede hans gamle, i en spøg og skæmt butik. Det nye, falske næb blev tegnet med en snor rundt om nakken, indtil truslen om retssager blev trukket tilbage.
På en tegning, der gør grin med hele sagen, kigger Arne ind i et spejl iført matrostøj, der ligner Anders Ands, imens han siger: "Hvis jeg går ud sådan her, bliver jeg sagsøgt."

## Album
Arne And er tidligere udkommet i fire album, der alle også er udgivet på dansk. Samt et samlet værk med alle 4 album i hardcover
- Arne And. Del I, Politisk Revy 1993, ISBN 87-7378-111-8
- Arne And. Del II Politisk Revy 1994, ISBN 87-7378-126-6
- Arne And. Del III Politisk Revy 1994, ISBN 87-7378-131-2
- Arne And. Del IV Politisk Revy 1994, ISBN 87-7378-145-2
- Jeg Arne : Arne Ands samlede striber 1983-1995 Politisk Revy 2005, ISBN 87-7378-269-6

## Selvbiografi
25. marts 2007 udkom den danske oversættelse af Arne Ands (læs: Charlie Christensens) selvbiografi oversat til dansk af Thure Fuhrmann Kjær & Anders Mørkbak Bruun.
- ARNE AND. BOMBET & SÆNKET af Charlie Christensen. Politisk Revy 2007. Oversat fra svensk af Thure Fuhrmann Kjær & Anders Mørkbak Bruun
  - ISBN 978-87-7378-283-5

## Comeback
Serien sluttede i 1995, da Arnes tegner syntes at han var blevet for populær. I december 2004 vendte Arne And dog tilbage som hovedrolleindehaver i Christensens nye serie, Konrad K (nu Arne Anka & Konrad K). Serien publiceres i det svenske månedsmagasin Dagens Arbete, i hans nye form er Arne skilt og har tre børn, men er stadig lige kynisk og deprimeret og hans personlige økonomi er om muligt endnu værre end i den originale serie.